# هوبير كينيدي
هوبير كينيدي (بالإنجليزية: Hubert Kennedy)‏ هو كاتب ومؤلف أمريكي، ولد في 1931 في فلوريدا في الولايات المتحدة.